# Sebastián Matos
Sebastián Matos (Castelli, 19 settembre 1984) è un calciatore argentino, attaccante svincolato.

## Caratteristiche tecniche
È un centravanti.

## Carriera
Ha disputato oltre 300 incontri in Argentina, prevalentemente fra Primera B Nacional e Primera B Metropolitana. Ha avuto delle parentesi in Cile (all'Huachipato nel 2008) ed in Messico (al Dorados nel 2009).

## Palmarès

### Club

#### Competizioni nazionali
- Primera B Nacional: 1

Atlético Tucumán: 2015